# 瓊斯鎮區 (明尼蘇達州貝爾特拉米縣)
瓊斯鎮區（英語：Jones Township）是位於美國明尼蘇達州貝爾特拉米縣的一個行政鎮區。

## 地方資料
瓊斯鎮區的面積為93.30平方千米，當中陸地面積為91.70平方千米，而水域面積為1.60平方千米。根據2020年美國人口普查的數據，當地共有人口271人，而人口密度為每平方千米2.9人。